# Umělá stěna

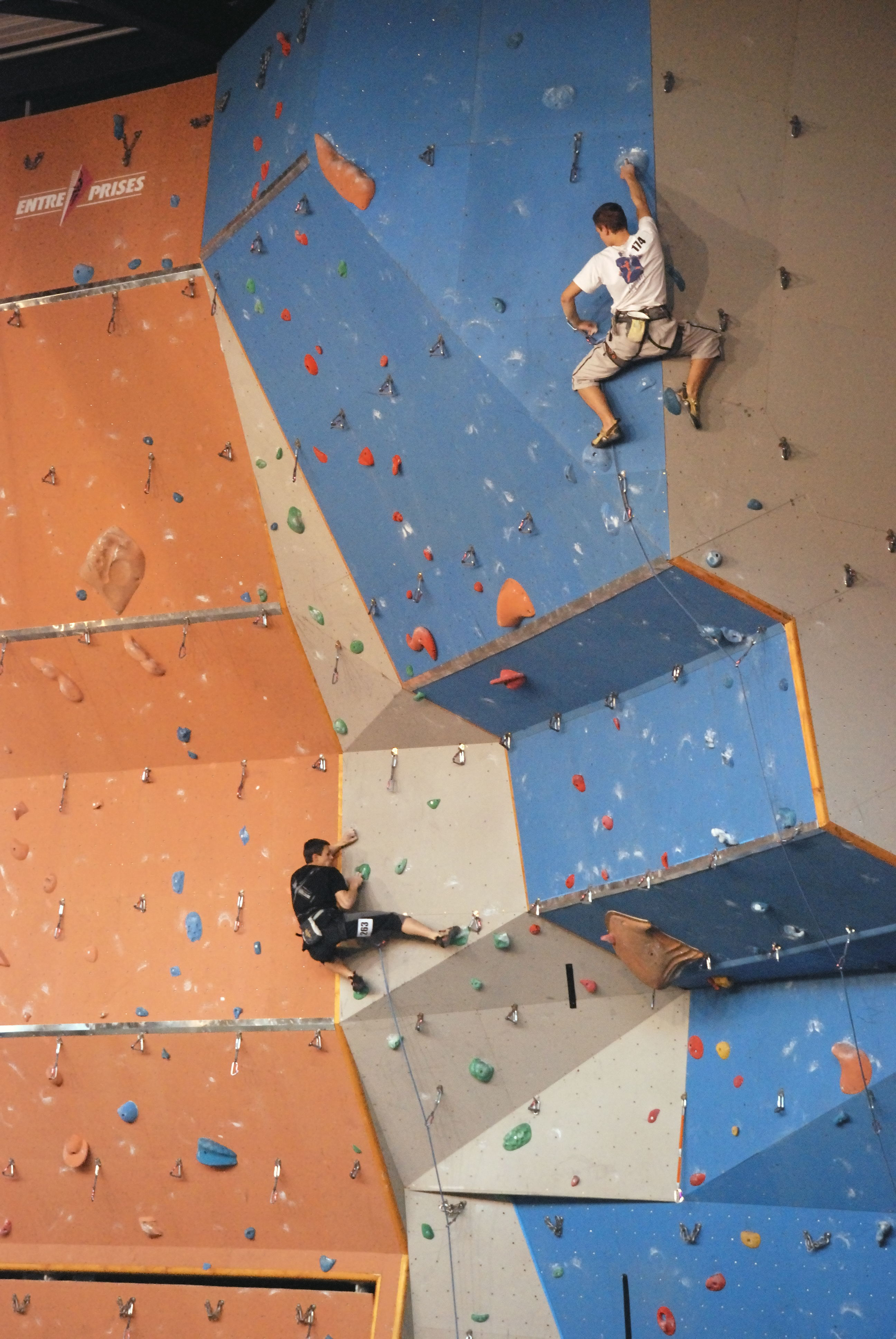
Lezec na umělé lezecké stěně během závodů ve Francii

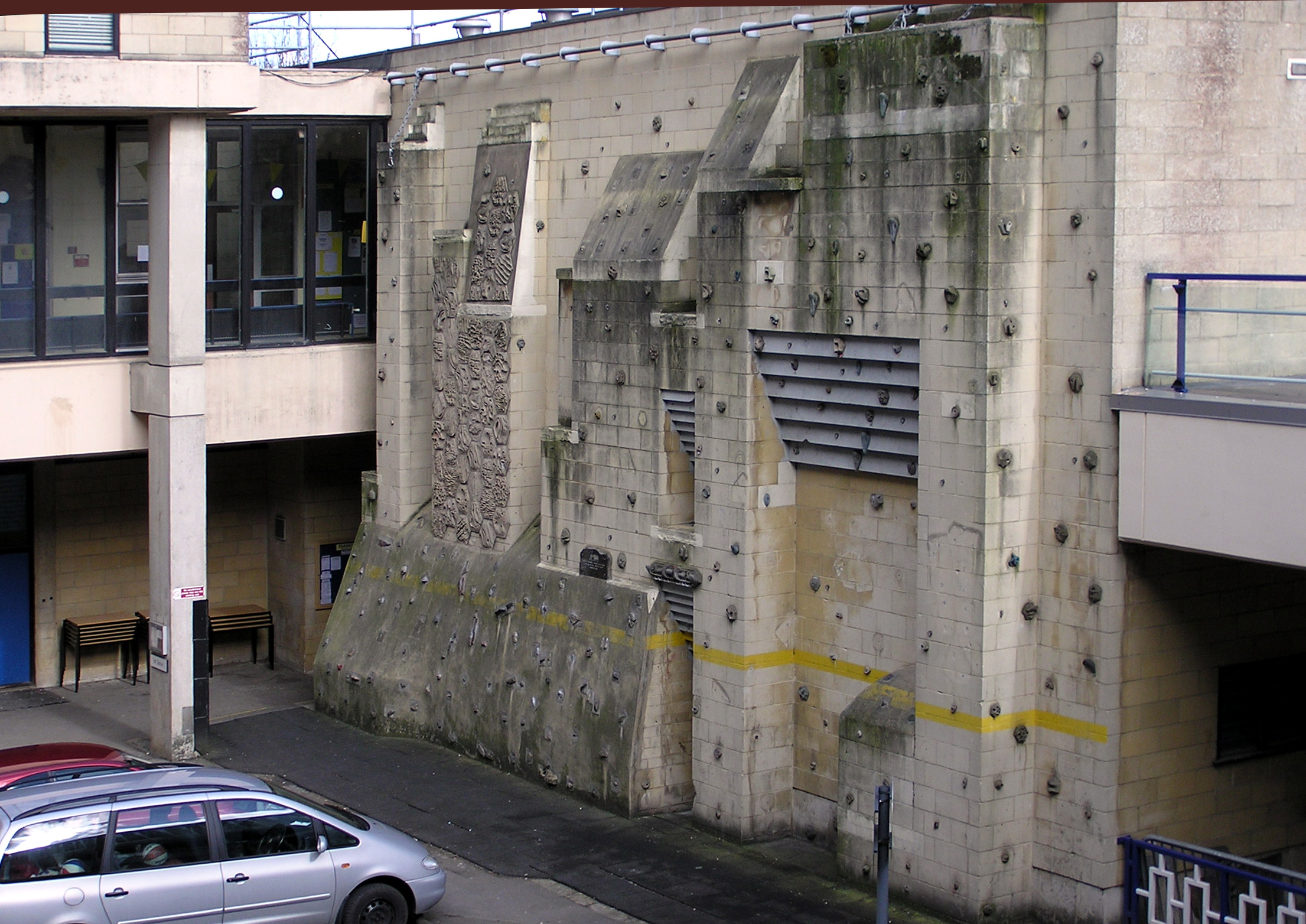
Venkovní stěna jako součást budovy

Umělá stěna je sportovní zařízení sloužící k tréninku skalního lezení (horolezectví). Umožňuje výcvik lezeckých technik, rozvoj specifických svalových skupin používaných při lezení a také nácvik jištění jednodélkových lezeckých cest. Umělé lezecké stěny lze rozdělit na venkovní (outdoorové stěny) a stěny v halách (indoor) umožňující pravidelný trénink bez ohledu na počasí nebo denní dobu. Umělé lezecké stěny bývají většinou konstruovány z desek nebo panelů uchycených na pevné konstrukci. Konstrukce určuje tvar a profil stěny. Desky nebo panely, často imitující povrch skály, bývají opatřeny sítí montážních otvorů, které umožňují variabilní uchycení chytů a stupů.
Od prvotních jednoduchých, překližkových a mírně převislých stěn, stavěných nadšenci v tělocvičnách nebo na půdách, dospěl vývoj k profesionálně budovaným zařízením, umístěným v samostatných halách. Moderní stěny poskytují různě převislé a tvarované profily umožňující expertům tvrdý trénink a vedle toho také lezení pro začátečníky nebo mírně pokročilé lezce. U novějších stěn se povrch více či méně zdařile snaží napodobit přírodní skálu včetně krápníků, spár různých šířek, děr nebo boulí. Větší stěny bývají vybaveny fixními jistícími body (borháky, nýty, slaňovací řetězy) ve kterých jsou v některých případech již umístěny expresky. Nízké stěny, určené k lezení bez lana, jsou slangově označovány jako "bouldrovky" (z anglického výrazu bouldering). Ke zmírnění pádu z těchto stěn se běžně používají speciální žíněnky (viz také bouldermatky). Umělé stěny jsou hojně využívány širokou veřejností a z lezení na umělé stěně se stala také sportovní disciplína, ve které jsou pořádány soutěže včetně světového poháru.

## Vybavení a potřebné znalosti
Pro lezení na umělé stěně stačí, kromě vhodného sportovního oblečení a pytlíku s magnéziem, většinou horolezecký úvazek, lezecká obuv (slangově lezečky) a vhodná lanová brzda (HMS karabina, "kyblík" atp.). Na některých stěnách je nutné vlastní horolezecké lano a případně i sada expresek. Většinu vybavení lze zpravidla vypůjčit přímo u provozovatele. Nezbytné jsou ale alespoň základní znalosti jištění, spouštění a bezpečného pohybu po jednodélkových lezeckých cestách. Bez těchto znalostí, nebo při nerespektování zásad bezpečného pohybu v lezeckém terénu, hrozí i na umělých stěnách vážné úrazy. Většina provozovatelů stěn proto vyžaduje zpravidla nějakou formu školení nebo ověření znalostí. Vybavení potřebnému k provozování horolezectví, tj. i lezení na umělých stěnách se podrobněji věnuje článek horolezectví.

## Kurzy lezení
Kurz lezení si lze sjednat na mnoha umělých stěnách nebo u profesionálních škol či instruktorů ČHS. Při sjednávání kurzu se předem informujte o instruktorovi, který vás bude kurzem provádět a pokud možno si o něm před první lekcí zjistěte jeho profesní informaci a ujistěte se, zdali je akreditovaný Českým horolezeckým svazem, nebo Ministerstvem školství, mládeže a tělovýchovy.